# Hustle Down
Hustle Down es una película mexicana-estadounidense de acción, comedia y drama de 2021, dirigida por R. Ellis Frazier, escrita por Benjamin Budd, musicalizada por Chris Bezold, en la fotografía estuvo Jorge Roman y los protagonistas son Tom Sizemore, Paul Sidhu y Bai Ling, entre otros. El filme fue producido por ULTRAMEDIA y Badhouse Studios Mexico; se estrenó el 30 de septiembre de 2021.

## Sinopsis
El chofer de un narcotraficante de Baja California roba un auto costoso. Entonces, su jefe contrata a un cazarrecompensas para que lo atrape, pero también hay otros pistoleros interesados en el vehículo y en el conductor.